# LMSタービン蒸気機関車
ターボモーティブ (Turbomotive) は、1935年にロンドン・ミッドランド・アンド・スコティッシュ鉄道（LMS）で試作された蒸気タービン機関車である。LMSの技師長であったウィリアム・スタニアー (William Stanier) による設計で、1933年より同社直営のクルー工場で製造が開始された蒸気機関車のプリンセス・ロイヤル級の派生型として製造され、番号はで6202号機となった。
駆動に、シリンダを用いたレシプロシャル機関ではなく、蒸気タービン機関を用いている。後に、通常型の46202号機「プリンセス・アン」 (Princess Anne) に改造された。

## 概要
プリンセス・ロイヤル級の開発中に、スウェーデンのGrangesberg-Oxelousund鉄道が新造した軸配置1Dのユングストロームタービン機関車を実見したスタニアーが、その燃料・水の燃費効率の向上と保守費用の低廉化に注目して、同形式の試作3号機をタービン機関車としたものである。
基本構成は先行して1933年から製造された試作1・2号機と同様、板台枠にベルペア式の広火室を備える円錐形ワゴントップボイラーを載せた、スタニアーがかつて在籍したグレート・ウェスタン鉄道時代に設計に関与した6000形（キング級）の設計を素直に拡張した軸配置2C1のパシフィック機である。ただし、単式4気筒のシリンダ群とその弁装置は全て撤去され、進行方向左側のシリンダーがあった位置に前進用メインタービンを、右側シリンダーがあった位置に後進用リバースタービンをそれぞれ取り付け、左右のタービン軸は同軸でクラッチ機構を経て主歯車を駆動し、そこから2段の減速歯車を経てクイル駆動装置で第1動軸を駆動するように改められた。
これに伴い外観は大きく変化し、3つの動輪にはサイドロッドのみが取り付けられた。
この機関車は、復水式でないにもかかわらず、通常の蒸気機関を越える熱効率を達成した数少ない蒸気タービン実験機の一つである。高効率を達成できた理由の一つは、メインタービンには6つのノズルがあり、速度調整に蒸気を絞るのではなく、6つのノズルを個別にオンオフさせることで出力を加減したことにある。1936年から1945年の間に30万マイルを走破した本機は、技術的には成功であったといえよう。最終的には1949年にメインタービンの故障によりタービンが降ろされたが、この時既にスタニアーは国有化された鉄道を去っており、タービンが修理されることはなかった。
前進用メインタービンは18列羽根であった。毎分7,060回転での出力は2,400馬力で、この回転数は時速62マイルに相当する。ボイラ圧は250psi(1.7 MPa) であった。タービンは最大背圧2psiで設計されたため、通常の二本排気管でボイラの通気を確保でき、割に合わない問題源とみなされた排気羽根を省略できた。
後進用リバースタービンは4列羽根であり、逆転レバーを"0"にすると接続されるかみ合いクラッチが用いられていた。このクラッチは元々は小ピストンとシリンダによる蒸気動作だった。
シリンダーの磨耗やハンマーブローは発生しなくなり、ロイヤル・スコット級よりも6%以上、石炭の消費が少なく、ロイヤル・スコット級では28,000マイル以上の走行で8%石炭の消費が増える。

## 46202号機「プリンセス・アン」
6202号機は国有化後の1952年に通常型機関車に改造され、46202号機「プリンセス・アン」 (Princess Anne) と命名された。
しかし、運用開始後わずか2か月の1952年10月8日、リバプール・マンチェスター急行の運用中にハーロウ&ウィールドストーン鉄道事故 (Harrow and Wealdstone railway accident) に巻き込まれ、重連牽引機の2両目で運用中の46202号機も脱線転覆し大きな損傷を受けた。事故後は所属機関庫に戻され、修理が経済的かどうかの決定を待つこととなったが、数年後、修復不可能との判断から廃車解体され、再利用可能な部品は予備としてイギリス国鉄に戻された。